# Fly Kiss
Welcome on board
Fly Kiss (code AITA : KT) était une compagnie aérienne française, filiale du groupe de maintenance aéronautique Enhance Aéro Group (nom commercial Kiss Airlines), fondée en 2007.

## Histoire

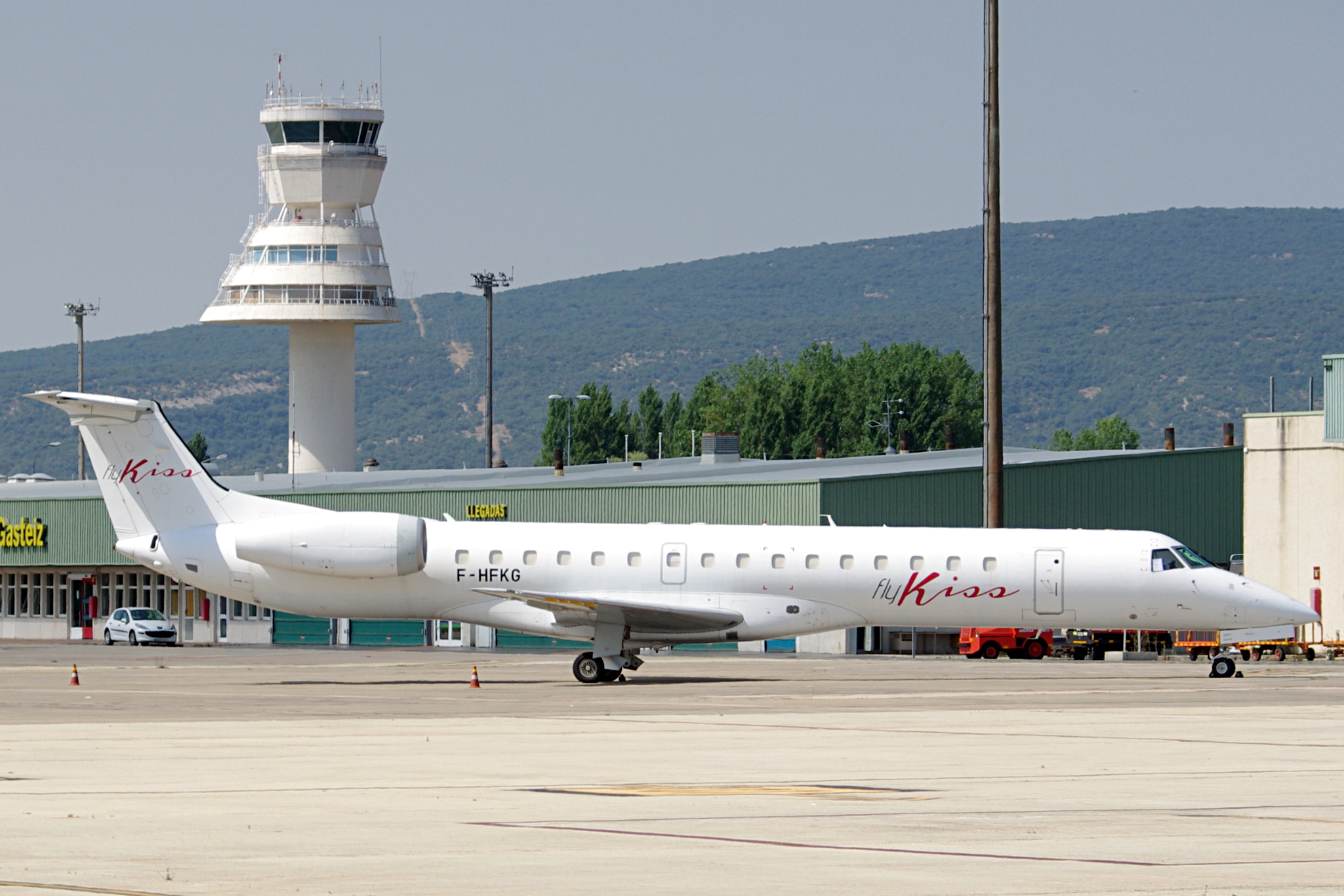
Embraer 145 F-HFKG Fly Kiss le 16 août 2016

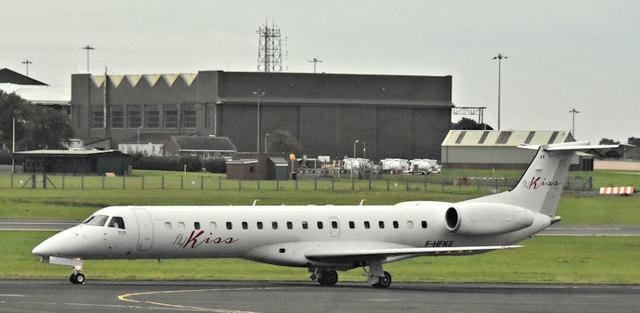
Embraer 145 F-HFKE en Irlande en octobre 2016

La compagnie, basée à l'aéroport de Clermont-Ferrand, a exploité des vols commerciaux directs ou avec escale du 7 novembre 2016 au 27 mai 2017 (six mois d'exploitation).
Le premier vol KT 782 a décollé de Clermont-Ferrand le lundi 7 novembre à 06h20 à destination de Strasbourg avec le P-DG de la compagnie à son bord et 10 passagers suivi du vol Clermont-Ferrand-Londres.
L'objectif fixé est de transporter 100 000 passagers (135 000 sièges) la première année. Seize pilotes et hôtesses ont été embauchés pour l'aventure.
Fly Kiss veut se positionner comme une compagnie de niche (affaires) sur des lignes régionales, domestiques d’abord, et intra- européennes ensuite avec pour objectif des ouvertures vers des liaisons transfrontalières vers l'Allemagne ou l'Italie sans subvention publique.
Les destinations desservies étaient :
- Clermont-Ferrand
- Lille
- Nice
- Brest
- Londres (Luton)
- Strasbourg

La compagnie utilisait des avions Embraer ERJ145 de 49 places.
Les avions étaient exploités via la filiale slovène Si Avia (rachetée en 2015), basée à Ljubljana en Slovénie, cette dernière entreprise détenant le certificat de transporteur aérien (CTA) de la compagnie.
Fly Kiss aurait dû démarrer ses opérations en avril 2016, sur la ligne Lorient-Lyon, abandonnée par la compagnie Eastern Airways. Cependant, bien que des billets aient déjà été vendus, ce démarrage a été annulé, laissant de nombreux passagers en plan.
Enhance Aero a la particularité d'employer ses pilotes et hôtesses et stewards via des contrats de prestataires de services avec sa filiale slovène SiAvia, s'affranchissant des cotisations sociales françaises, alors que l'ensemble de son personnel navigant est basé en France.
Fly Kiss a annoncé le 10 mai renoncer à poursuivre ses vols faute de rentabilité et  d'avoir atteint les objectifs en termes de passagers (à 10 pts du taux de remplissage permettant l'équilibre), la compagnie n'ayant transporté que 15 000 passagers sur 1 200 vols depuis ses débuts. Les vols se sont arrêtés définitivement le 23 mai 2017.

## Destinations
- Brest: Nice, Londres-Luton, Strasbourg et Lille[14]
- Clermont-Ferrand: Lille, Strasbourg, Nice et Londres-Luton[14]
- Lille: Brest et Clermont-Ferrand[14]
- Strasbourg: Brest et Clermont-Ferrand[14]
- Nice: Brest et Clermont-Ferrand[14]
- Londres-Luton: Brest et Clermont-Ferrand[14]

## Flotte
- Embraer ERJ 145: F-HFKG, F-HFKE (aux couleurs Fly Kiss)